# Якорь в геральдике
Якорь — искусственная негеральдическая гербовая фигура.
Якорь относится к числу традиционных христианских символов и является знаком безопасности, устойчивости и надежды на спасение. В этом значении во времена средневековья присутствует в родовых и личных гербах всех стран.

## Якорь надежды
Одна из древнейших эмблем человечества. Изображение якоря, как знака надежды встречается уже за несколько веков до нашей эры в странах Средиземноморья. С древних времён изображался на надгробиях и символизировал надежду христиан на спасение. Обоснование связи якоря с христианской надеждой на спасение имеет место в Послании к Евреям: «Которая (надежда) для души есть, как якорь безопасный и крепкий и входит во внутреннейшее за завесу, куда предтечею за нас вошел Иисус, сделавшись Первосвященником навек по чину Мелхиседека». Якорь надежды имеет отношение не только к мёртвым, но и живым христианам. В христианском поверье — «Вера даёт силу пережить невзгоды». Святой Павел говорил: «надежда, которая для души, как бы является её якорем».

## Якорный крест
Якорный крест — крест моряка или крест святого Климента. По преданию апостолы Пётр и Павел держали якорь у Ноева Ковчега, символизирующие церковь Христа. Эта форма якоря-креста является последним скрытым крестом, который встречается на стенах катакомб в раннем христианстве. Его иногда изображали с двумя рыбами свешивающимися с поперечной перекладины или дельфином. Якорь с дельфином появляется на монетах со времён правления императора Тита.
Якорный крест — комбинация трёх символов: креста, круга и полумесяца. Это является символом рождения Христа из тела Марии, так как полумесяц — эмблема Девы Марии.
В московском государстве нательные крестики, напоминающие собой якорь, были распространены в XVII столетии и позднее перекочевали в дворянские гербы.

## Якорь корабельный
Из всех элементов корабля и его оснастки — якорь является наиболее универсальным символом, даже если он изображён в адаптированной форме (в «позорном» виде, т.е без цепи или каната, что довольно часто в геральдике не соблюдается).

польский дворянский герб Дзенослав

### Блазонирование
Терминология блазонирования якоря звучит оскорбительно для моряков и лингвистов, изучающих морскую терминологию. В геральдическом описании якоря применяются выражения: остов — «штанга», анкершток — «траверса», лапа якоря — «коготь», что в XVIII веке вызывало дискуссии у европейских геральдистов о замене их на понятный «морской язык». Как правило якорь изображается столбом, но встречается — «опрокинутый» (герб С-Петербурга). В гербовых щитах имеется и разновидность якоря — галерный якорь (герб Одессы). Крайне редко в виде якорной цепи раздвоенной внизу в виде якоря (герб фон-дер-Рааб-Тилен). Если в описании якоря, его элементы имеют другие цвета, то это указывается в описании.

## Современность
В современном мире якорь превращается из эмблемы иносказательного смысла, в эмблему связанную с профессией моряков, мореплавателей, речников, судовладельцев, становится всемирным знаком портов и во второй половине XIX века окончательно превращается в эмблему судоходства и морской торговли, а также в эмблему военных моряков практически во всех странах мира, изображается на медалях и на военно-морской униформе, на военно-морских орденских знаках, В основном, якорь укрепился в ведомственной эмблематике и особенно в гербах городов, расположенных на берегах морей и рек. В государственной геральдике встречается редко, даже у стран с богатой исторической традицией мореплавания. Якорь, в качестве атрибута к аллегории судоходства и торговли, включён в герб ЮАР.

## Применение
В европейской геральдике: Британское адмиралтейство, В гербах городов: Стенвейк.
В польской геральдике: герб Котвица, Целеев.
В русской геральдике данной эмблемой пользовались дворянские рода: Шелапутины, Черновы, Бицовы, Фрейберги, Мебесы, Маковеевы, Мейнгард, Мережковские, Александровы, Ратники, Опелинские, Шаховы, Назимовы, и другие.
В городских гербах России: Находка, Охотск, Холмск, Ломоносов, Стрельня и другие.

## Галерея

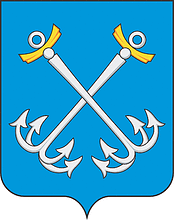
Герб Моршанска
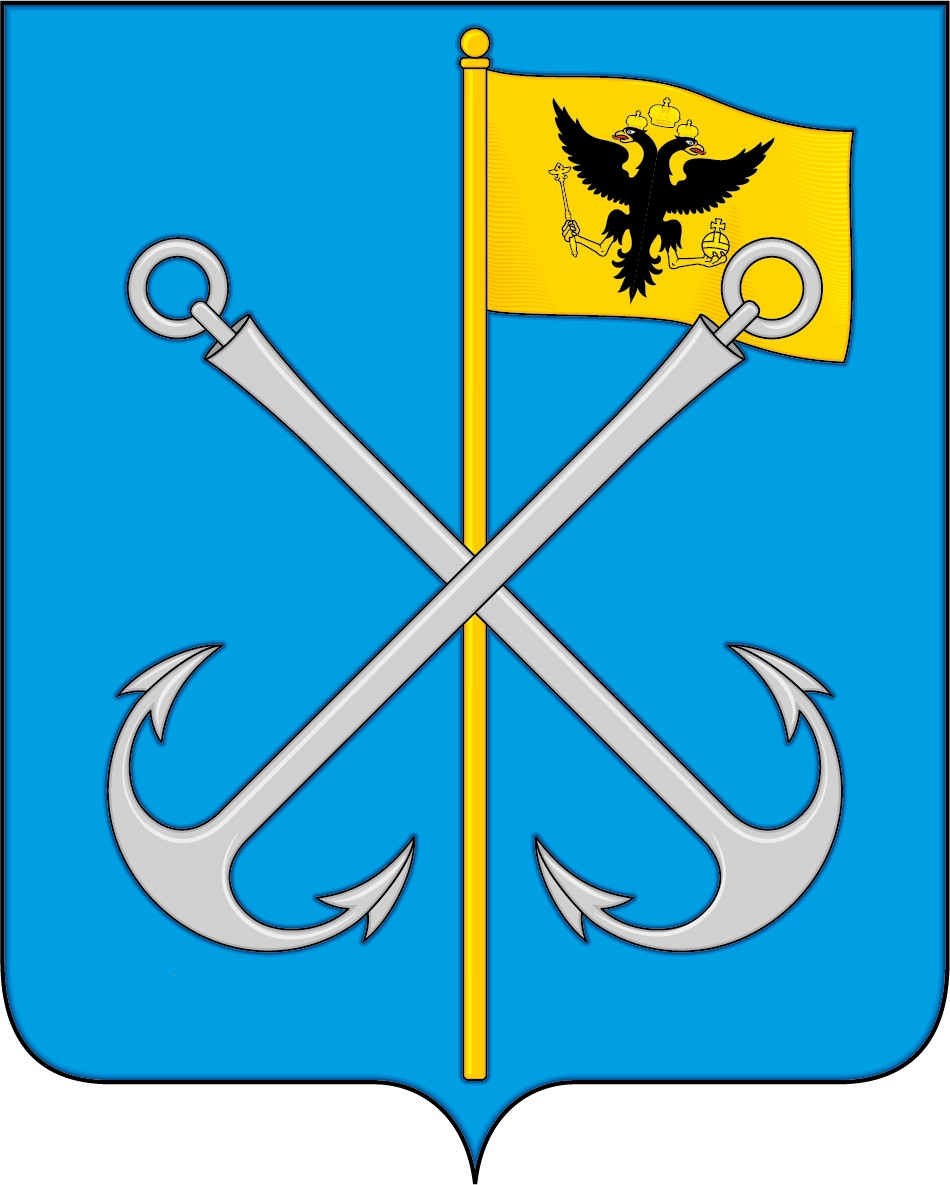
Герб Охотска
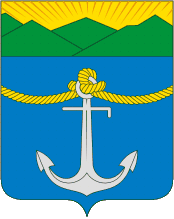
Герб Холмска
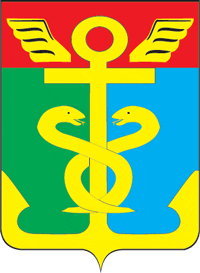
Герб Находки
Герб Игарки
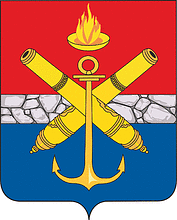
Каменка
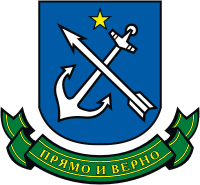
Герб Стрельны
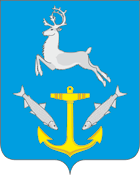
Герб села Новый Порт
Герб Одессы
Герб Городни
Герб Айнажи
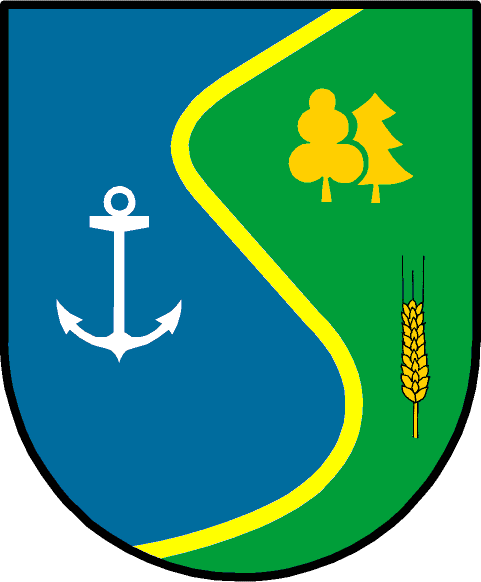
Герб гмины Степница
Герб Стенвейкерланда
Герб Фареля
Герб Санкт-Петербурга
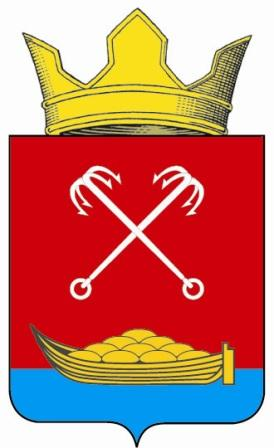
Герб Сорокинского сельского поселения
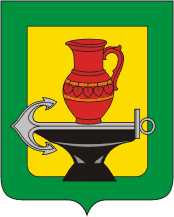
Герб Липецкого района
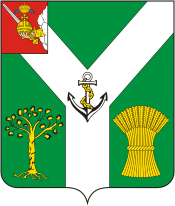
Герб Междуреченского района
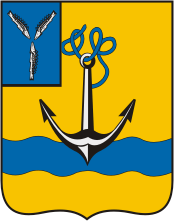
Герб Ровненского района